# Ricardo Almeida
Ricardo Alves Almeida, född 29 november 1976, är en brasiliansk-amerikansk före detta MMA-utövare som bland annat tävlade i organisationen Ultimate Fighting Championship.